# Cebollatí
Cebollatí es una localidad uruguaya del departamento de Rocha.

## Ubicación
La localidad se encuentra situada en la zona norte del departamento de Rocha, sobre las costas del río homónimo y sobre la ruta 15 en su km 187, sobre la margen rochense del río homónimo. Está rodeado por un gran palmar, un inmenso monte indígena o ribereño y por uno de los ríos más largos del Uruguay; el río Cebollatí  o “el Río de las cebollas blancas”, que desemboca en la Laguna Merín a 15 kilómetros del pueblo, pasando por “La Isla del Padre”.

## Fauna y flora
Cebollatí se encuentra rodeada por un monte ribereño muy tupido con más de 700 especies vegetales, una de ellas es el ceibo de flores blancas. Además está constituido por especies como blanquillo, curupí, ceibo, guayabo blanco, palo cruz, canelón, tarumán sin espinas y plumerillo rojo.
En este bosque existen algunas áreas que han sido taladas, se destaca la presencia de tres especies alóctonas: eucalipto, fresno y naranjo.
Se visualizan las palmas pindó, los curupíes en la zona cercana al agua, las flores de árboles, arbustos o enredaderas, las pequeñas playas de arena, las costas barrancosas y las aves que las pueblan.
El pueblo fue nombrado como "Capital del arroz" debido a los altos porcentajes en la producción de este cultivo.

## Historia
La localidad fue elevada a la categoría de pueblo por ley 7019 del 28 de octubre de 1919.

## Población
Según el censo del año 2011 la localidad contaba con una población de 1609 habitantes.
| 3049          | 1273 | 1459 | 1115 | 1490 | 1606 | 1609 |
| (Fuente: INE) |      |      |      |      |      |      |